# 1674年安汶地震
1674年安汶地震（Ambon earthquake）是印尼摩鹿加群島於2月17日19時30分至20時發生地震。引發的大海嘯在安汶島達到100公尺（330英尺）高，造成 2,000多人死亡。這是對印尼海嘯的首次詳細記錄，也是該國有史以來最大的海嘯。引發此地震的確切斷層從未確定，但地質學家推測要麼是局部斷層，要麼是近海更大的逆衝斷層。這次大海嘯很可能是海底山崩造成的。

## 概述
北摩鹿加群島的構造以複雜的碰撞、俯衝和走滑因素為主。震源深度為60公里或更大的中深源地震被科學家立即排除為震源，因為歷史上沒有已知的同類事件引發過大海嘯。1938年班達海大地震僅引發了輕微海嘯。
塞蘭海槽是太平洋、澳洲、巽他板塊和眾多微構造板塊的複雜匯聚區。巨型逆斷層位於塞蘭島北部。雖然該斷層在過去曾引發大規模海嘯地震，例如1899年和1629年地震，但該斷層距離安汶島太遠，不足以引發大海嘯。
由於在安汶島北岸當地觀測到的地震海嘯最大高度至少有100公尺（330英尺），研究人員排除了斷層作為海嘯源頭的可能性。相反，地震引發的山崩似乎是海嘯的可能來源。然而，地震的震源從未被證實，但兩個斷層—南塞拉姆逆衝斷層和島上一個未命名的斷層可能是罪魁禍首。已發表的研究期刊中沒有為此事件指定震級，但BMKG和NGDC資料庫列出的震級為6.8級，震源深度為40公里（25英里）。